# Antler Peak (Wyoming)
Der Antler Peak ist ein Berg im nordwestlichen Teil des Yellowstone-Nationalparks im US-Bundesstaat Wyoming. Sein Gipfel hat eine Höhe von 3067 m und ist Teil der Gallatin-Range in den Rocky Mountains. Der Berg ist von der Grand Loop Road aus sichtbar, es führt jedoch kein Weg auf den Gipfel.

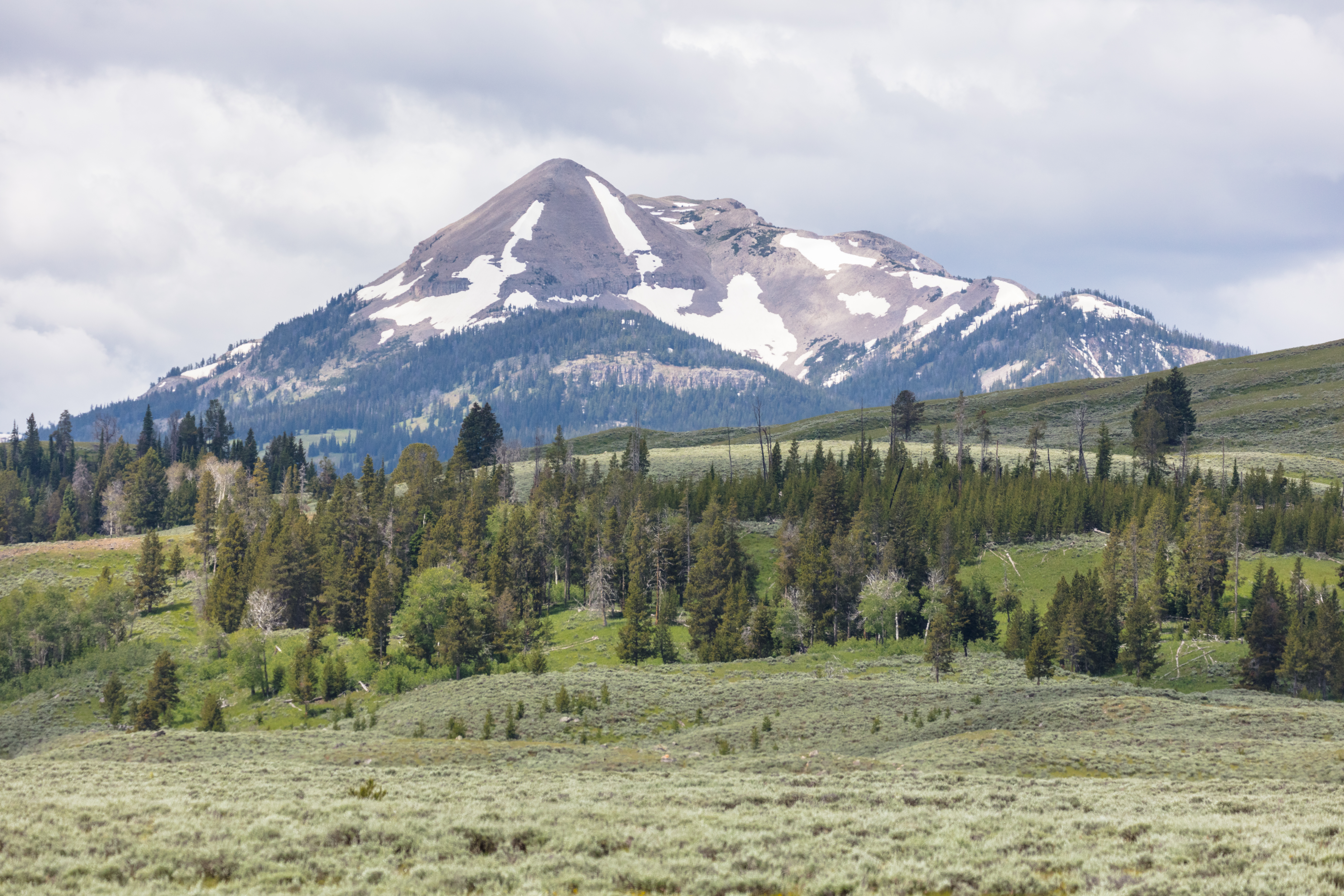
Antler Peak

Der Gipfel wurde von Philetus Norris in 1878 ursprünglich Bell`s Peak genannt, zu Ehren eines Assistant Secretary of the Interior. 1885 benannte Arnold Hague vom U.S. Geological Survey den Gipfel in Antler Peak um, da an seinen Hängen zahlreiche Elch- und Hirschgeweihe gefunden wurden.